# Arcángel

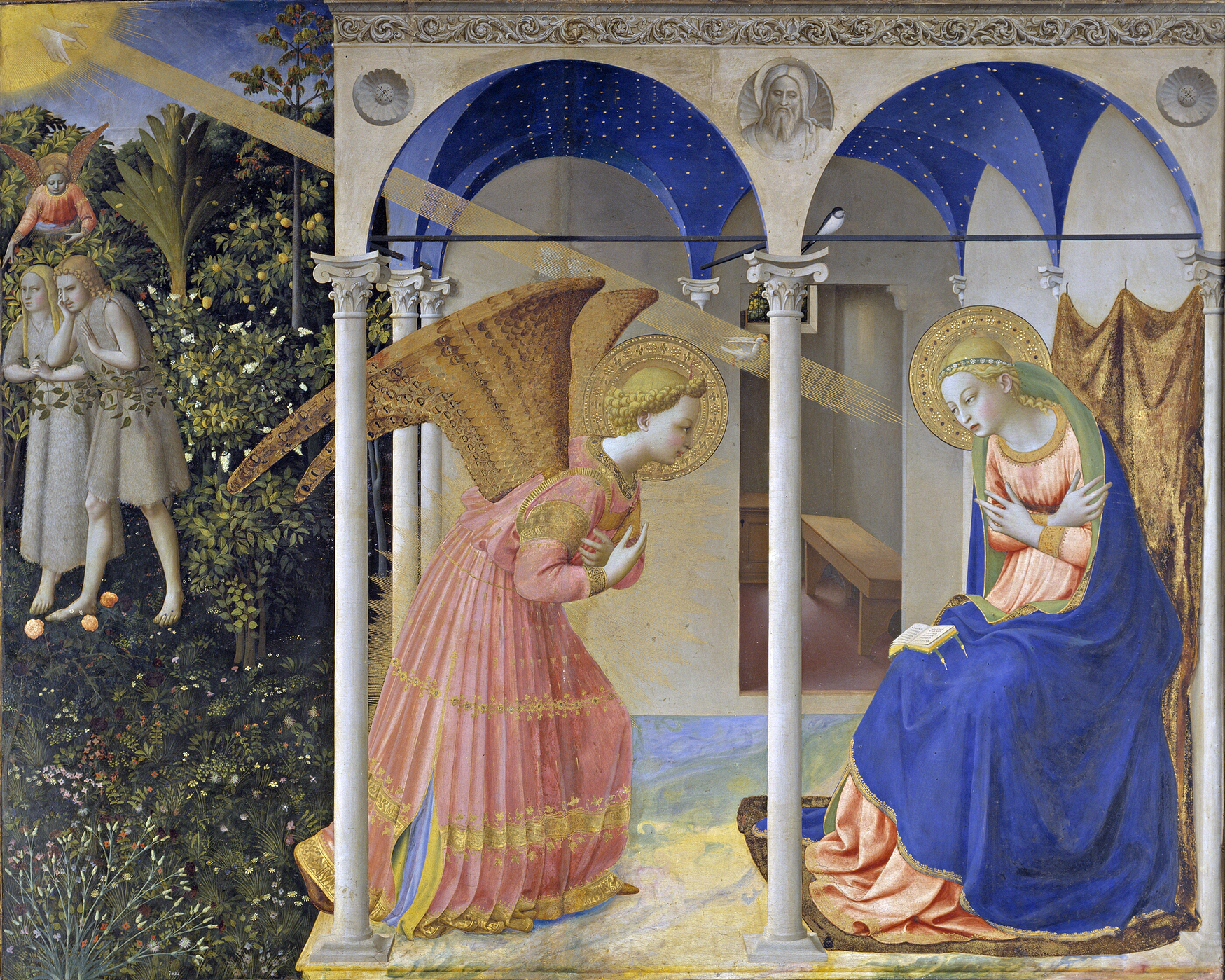
El arcángel Gabriel y María en La Anunciación, cuadro de Fra Angélico.

Arcángel (en griego koiné: ἀρχάɣɣελος; en latín: archangelus) es un ángel con un rango superior (prefijo arc, arx o archi —asociado a archon (mandar)—, con el significado de líder o jefe, también primero). El término se asocia generalmente con las religiones abrahámicas, aunque está presente en varias tradiciones religiosas.
En la angelología, los arcángeles constituyen uno de los nueve coros de la jerarquía angelical. Los arcángeles son los penúltimos, antes de los propios ángeles.

## Etimología
La palabra “arcángel” viene del griego koiné ἀρχάɣɣελος (archángelos) ‘arcángel’, palabra que aparece sólo dos veces en la Biblia, ambas reflejadas en el Nuevo Testamento escrito en este idioma, el antiguo prefijo griego ἀρχ- (arc-), o en otra forma del prefijo ἄρχω (archo) significa ‘que gobierna, que dirige, que manda, que lidera’ + ἄɣɣελος (ángelos) que significa ‘mensajero’. A partir de estas raíces, el significado dado es de ‘ángel jefe’. o ‘ángel principal’ según la sintaxis del idioma griego, Cabe destacar que el prefijo ἀρχ- indica supremacía, uno de los primeros en su clase o liderazgo ante determinado grupo, por tanto podría traducirse el término como ‘capitán de los ángeles’ o ‘uno de los primeros ángeles’. Otra forma de la palabra es ἀρχαɣɣελου, que significa ‘del arcángel’.
Es importante tener en cuenta que el término “arcángel” como todo adjetivo del griego antiguo aplica en plural, dual y singular.

## Nombres en la Biblia
Según el Canon bíblico (excluyendo los libros deuterocanónicos), solo se llama arcángel a Miguel, y Gabriel es un ángel mensajero. A Rafael se le menciona en el Libro de Tobías, que es deuterocanónico, por lo que es reconocido por las comunidades judías de la Diáspora, por todas las Iglesias ortodoxas y, también, por la Iglesia católica, pero ha sido rechazado por los judíos rabínicos jerosolimitanos y por los cristianos protestantes.
- Miguel, el jefe del ejército celestial,
- Gabriel, el mensajero celestial,
- Rafael, el protector de los viajeros, de la salud y del noviazgo,
- Uriel, el encargado de las tierras y de los templos de Dios,
- Raguel, el encargado de la justicia, de la imparcialidad y de la armonía,
- Sariel, el encargado de los espíritus de los hombres que pecan,
- Remiel, el encargado de los resucitados.
- Jofiel, el encargado de los inocentes.
- Azrael, el encargado de recibir las almas y conducirlas para ser juzgadas.
- Raziel, el guardián de los secretos.
- Camael, el encargado de fomentar la gratitud hacia Dios.
- Zadkiel, personifica la misericordia de dios.
- Jegudiel, es el patrón de todos los trabajadores.
- Sealtiel, es el encargado de los planetas y los cielos.
- Barachiel, es el jefe de los ángeles guardianes.
- Haniel, es el jefe de los principados y las virtudes.
- Nuriel.
- Serafiel, es el encargado de la purificacion.
- Jehoel, es el líder de la segunda subordinación de ángeles.
- Sandalfón, es el encargado de reunir oraciones y transmitirselas a Dios.
- Hadraniel, colaborador de Sandalfón.
- Shamsiel, enseñó a los hombres las señales del Sol.
- Satariel.
- Zerachiel.
- Cassiel, el ángel de las lágrimas.
- Chamuel o Camael, Arcángel del Amor, conocido por su conexión con el amor divino y la compasión. Paz interior, Estado de tranquilidad y armonía emocional.

## Origen bíblico

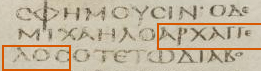
La palabra «Arcángel» de un fragmento de la Epístola de Judas (hermano de Jesús) en el Códice Sinaítico (330-350 d. C.).

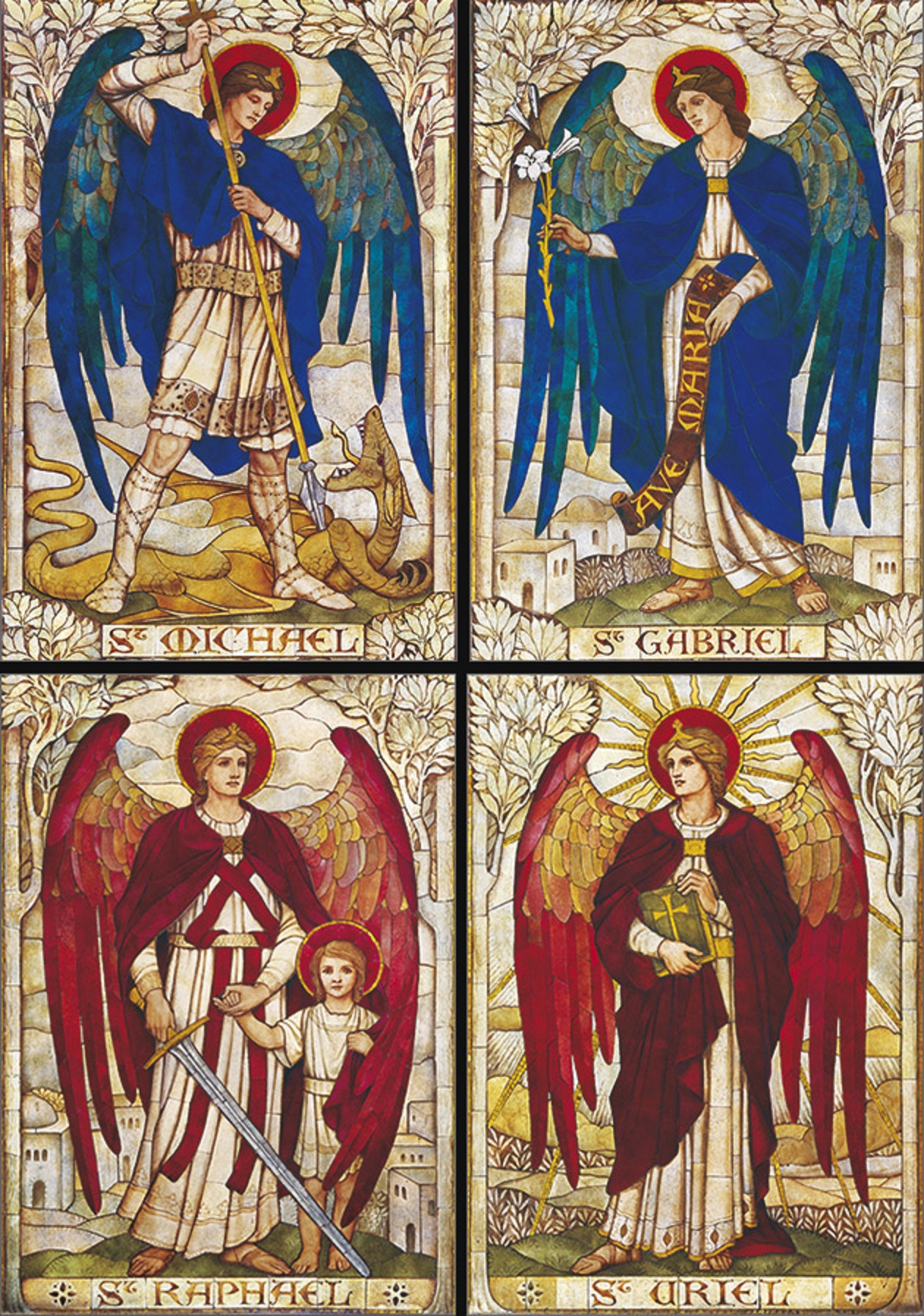
Mosaicos de los cuatro arcángeles en la Iglesia de San Juan Evangelista, Warminster, Wiltshire.

Hay distintas interpretaciones según las distintas creencias en cuanto a la cantidad de arcángeles que hay y sus identidades. Tratemos de exponer ahora todos los puntos de vista.
En la epístola de Judas, versículo 9, se habla de Miguel el arcángel (ἀρχάɣɣελος). En la Biblia también se hace referencia a Miguel de la siguiente manera:
Versión Protestante de la Biblia [La Biblia Reina Valera 1960]

...pero he aquí Miguel, uno de los principales príncipes, vino para ayudarme. Daniel 10:13

Versión Católica de la Biblia [La Biblia Vaticana o Romana]

...pero Miguel, uno de los ángeles príncipes más altos, vino en mi ayuda.
Daniel 10:13

Versión Judía del Antiguo Testamento [THE ORTHODOX JEWISH BIBLE]

...pero Miguel, uno de los Príncipes jefes (Sarim HaRishonim), ha venido en mi ayuda. Daniel 10:13

Versión Protestante del Nuevo Testamento [La Biblia Reina Valera 1960]

Después hubo una gran batalla en el cielo: Miguel y sus ángeles luchaban contra el dragón; y luchaban el dragón y sus ángeles. Apocalipsis 12:7

Por tanto, muchos consideran que como Miguel es arcángel y este es uno de varios similares a él, con el mismo título de príncipe, el término “arcángeles” es intercambiable con “príncipes jefes”. Sobre la base de estas referencias el término arcángel se usaría para referirse a Miguel, Rafael, o incluso al dragón (Satanás) como jefe de ángeles, cada uno defendiendo el bien o mal según el caso (Apocalipsis 12:7).
Dado que Miguel era uno de varios con el mismo título de Príncipes Jefes, y el libro deuterocanónico de Tobías se refiere a siete santos ángeles, la Iglesia católica entiende que el término arcángel lo comparten siete:

Yo soy Rafael RL, uno de lo siete ángeles que están delante de la gloria del Señor y tienen acceso a su presencia. Tobit 12:15

Juan .... gracia y paz a vosotros .....de parte de los siete espíritus que están ante su trono Apocalipsis 1:4

Al Ángel de la Iglesia de Sardes escribe: Esto dice el que tiene los siete espíritus de Dios y las siete estrellas. Apocalipsis 3:1

Del trono salen relámpagos y fragor y truenos; delante del trono arden siete antorchas de fuego, que son los siete espíritus de Dios. Apocalipsis 4:5

Entonces vi, de pie, en medio del trono y de los cuatro Vivientes y de los Ancianos, un Cordero, como degollado; tenía siete cuernos y siete ojos, que son los siete espíritus de Dios, enviados a toda la tierra. Apocalipsis 5:6

Note que la letra inicial de la palabra “espíritu” está escrita con minúscula y no con mayúscula, ya que, en las Escrituras, “Espíritu” con mayúscula hace referencia al Espíritu Santo único de Dios; de otra manera, puede referirse a un arcángel, ángel, demonio, Satanás y hasta al mismo espíritu humano. “Hay cuerpo animal y hay cuerpo espiritual” (1.ª Corintios 15:44)
“Estos siete son los ojos de Yahvéh, que recorren toda la tierra.” (Zacarías 4:10b).
Es decir, este simbolismo indica que Dios utiliza a esos siete espíritus para enviarlos como “su penetrante visión” (Baruc 6:6; Esdras 5:5).
“Los ojos de Yahvé están discurriendo por toda la Tierra...” (2.º Crónicas 16:9).
“Sus ojos... como antorchas (lámparas).” (Daniel 10:6).
“En aquel tiempo yo escudriñaré con lámparas (antorchas) a Jerusalén y pediré cuenta a los hombres.” (Sofonías 1:12).
“Son los siete ojos de Yahvé (Zac. 4:10b), y por lo tanto, de Cristo.” (Ap. 5:6).
Esos siete ángeles con dominio o “arcángeles” quedan entonces simbolizados con lámparas, delante del trono de Dios, y son utilizados como “la penetrante visión” del Creador.
Pero en ningún caso se menciona que posean alas.
En la Sagrada Escritura es posible encontrar alas cuando se describe a los querubines (con cuatro los ve Ezequiel —1:6—). También cuando se describe a los serafines (con seis los ve Isaías —Is 6:2—).
Pero no se las puede encontrar cuando se describe a los ángeles. Contrariamente a lo que normalmente aparece en la iconografía, los ángeles no poseen alas dado que al ser seres espirituales, no necesitan de un cuerpo ni de sus apéndices (brazos, piernas, etc.).
Los ángeles se describen en función de su indumentaria: con vestiduras de lino, ropas blancas o ropas resplandecientes, como se puede leer en Ez. 9:11; 10:2; D. 10:5; Tobías 5:6; Mt. 28:2,3; Mr. 16:5; Jn. 20:12; Hch. 1:10; 10:30; Ap. 15:6, etc.
Según la gran mayoría de traducciones a Rafael no se le llama santo arcángel, sino uno de los siete santos ángeles, además se hace referencia a siete espíritus con acceso a la gloria de Dios, de forma recurrente en el libro del Apocalipsis o Revelaciones. Aunque esto no es impedimento para ser jefe de los ángeles, ya que Satanás siendo ángel caído es jefe de ángeles (Apocalipsis 12:7), podemos concluir que decir que es un arcángel dependería de la traducción a la que se haga referencia o al papel que ejerza ese ángel.
En Apocalipsis 1:4 se hace referencia a los “siete espíritus” de Dios que están delante de su trono, y después se dan siete mensajes, resaltando para algunos el papel de estos espíritus como mensajeros (ángel significa mensajero de Dios), cada uno de los cuales concluye con la exhortación de “[oír] lo que el espíritu dice a las congregaciones”. (Rev. 2:7, 11, 17, 29; 3:6, 13, 22).
Estos mensajes contienen declaraciones de juicio que invitan a un examen de conciencia y promesas de recompensa por la fidelidad. Se dice que el Hijo de Dios tiene estos “siete espíritus de Dios” (Rev. 3:1), estos siete espíritus son interpretados por algunas denominaciones cristianas como Ángeles al llevar mensajes de Dios y por otras como una expresión de la divinidad de Cristo al tener la completa capacidad activa de observar, discernir o detectar, inspeccionar toda la Tierra que posee el glorificado Jesucristo, el Cordero de Dios.
El texto de Tobías forma parte de los libros llamados deuterocanónicos. Hay desacuerdo en cuanto a si tales libros pertenecen a la Biblia, porque los judíos no los consideraron como divinamente inspirados para su primer canon. Agustín (354-430 d. C.) fue el primero en intentar incluirlos al canon bíblico, aunque códices cristianos antiguos ya incluían estos libros como divinamente inspirados, como el códice sinaiticus (330-350 d. C.) y hay testimonios de que algunos eran utilizados como palabra inspirada en las celebraciones litúrgicas mucho antes. La Iglesia católica los incluyó entre la lista de libros divinamente inspirados de forma oficial en el Concilio de Cartago en 397 d. C. y debido a las diferencias de opinión generadas por movimientos protestantes los volvió a confirmar como divinamente inspirados en el año 1546 d. C.

## Religiones abrahámicas
La Biblia indicaría que hay siete arcángeles, aunque se menciona el nombre de solo tres: Miguel (Apocalipsis 12:7-9), Gabriel (Evangelio según Lucas 1:11-20; 26-38) y Rafael (Tobit 12:6, 15). Los nombres de los otros cuatro arcángeles no aparecen en la Biblia, pero se encuentran unas descripciones de éstos en el textos apócrifos, como el Libro de Enoc (que es canónico para la Iglesia Copta), el cuarto libro de Esdras y en la literatura rabínica.

### Judaísmo
En el judaísmo las referencias a los arcángeles y ángeles es limitada y, aunque estos últimos son mencionados con más regularidad, igualmente son poco comunes. El término “arcángel” no aparece explícitamente en la Biblia Hebrea, más sí dentro de la tradición rabínica, donde se mencionan a siete de estos.

### Cristianismo

#### Iglesia católica

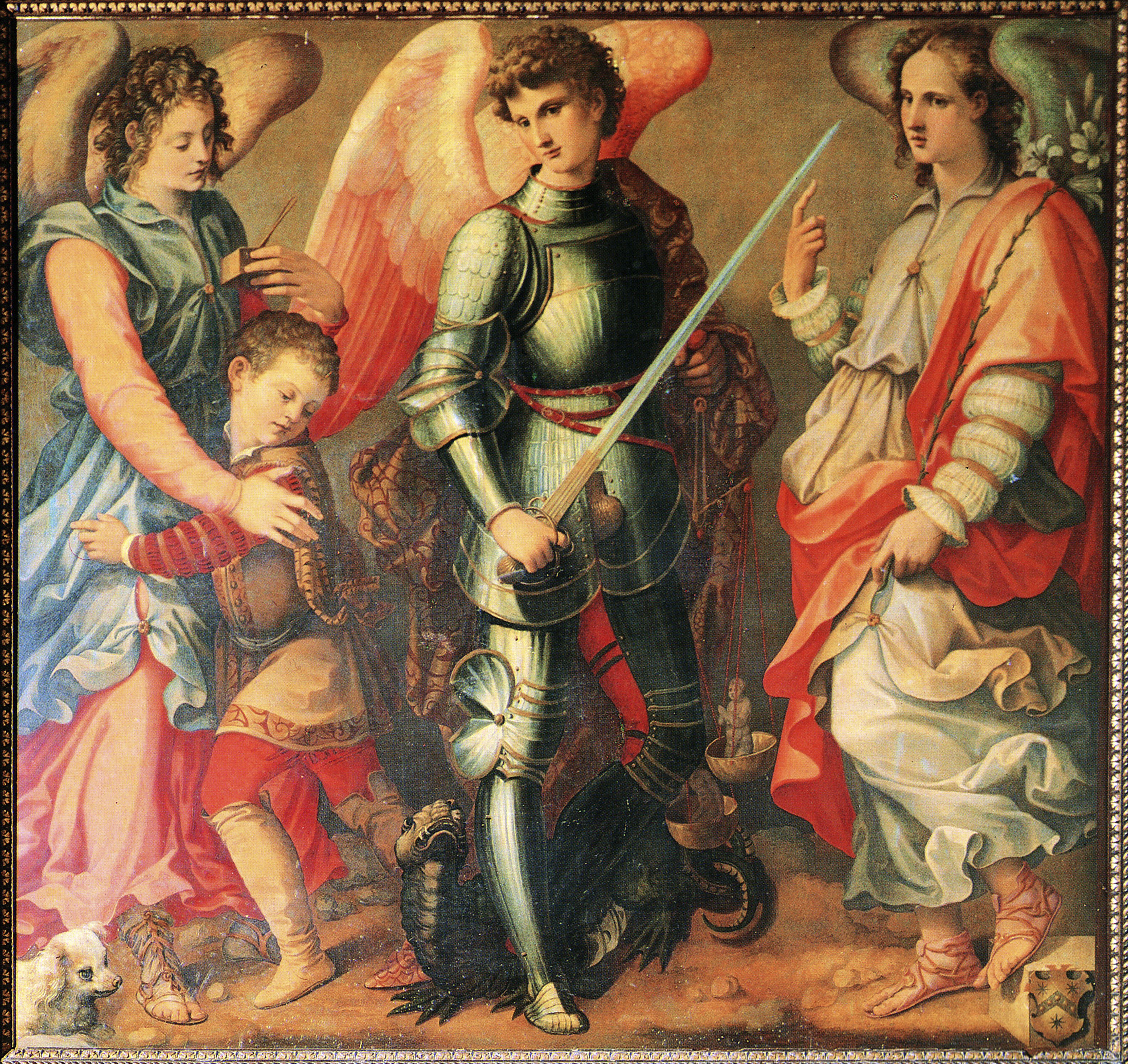
Los tres arcángeles Rafael, Miguel, y Gabriel. Pintura por Michele Tosini, Abadía de San Michele Arcangelo de Passignano.

La Iglesia católica reconoce solo a los tres arcángeles que tienen nombre y que se encuentran en la Biblia: arcángel Miguel, arcángel Gabriel y arcángel Rafael, cuya festividad es el 29 de septiembre.
Cada uno tiene atributos distintos, según su papel en los relatos bíblicos, tanto del Antiguo, como del Nuevo Testamento.
- Miguel, jefe de los “ejércitos de Yahvéh”. Se le representa con armadura, espada y con la balanza del Juicio Final.
- Gabriel, mensajero celestial, por anunciar a la Virgen María la concepción de Cristo. Se le representa con un mensaje escrito y/o una flor blanca.
- Rafael, protector de los viajeros, la salud y el noviazgo, por su misión en el viaje de Tobías, narrada en el libro homónimo. Se le representa con un bastón de viajero y un pez.

A pesar de que la Iglesia católica solo reconoce los nombres bíblicos, también reconoce que en la misma Biblia se mencionan siete arcángeles (Tobias12,15 y Apocalipsis 8,2) , para completar ese número la Iglesia toma de base los escritos de Pseudo Dionisio Areopagita y una revelación a un sacerdote en la ciudad de Palermo de donde surge la famosa pintura de los siete Arcángeles de Palermo
Los nombres de los otros cuatro arcángeles son: San Uriel, San Baraquiel, San Jehudiel y San Sealtiel. La Iglesia toma estos nombres como referencia, pero no como doctrina ya que provienen de libros apócrifos como el libro de Enoc, el cuarto libro de Esdras y en la literatura rabínica. Se pueden encontrar imágenes de estos arcángeles en algunas iglesias como la Catedral de Tegucigalpa, el santuario de San Miguel del Milagro o la Capilla de los Ángeles de la Catedral Metropolitana de México, entre otras.
De estos cuatro nombres resalta el del arcángel Uriel el cual en la antigüedad era venerado por el catolicismo hasta que un tal Adalberto invocó en sus oraciones a Uriel, Raguel, Tubuel, Ineas, Tubuas, Sabaoc y Siniel, por lo que fue condenado por el papa Zacarias en el año 745, durante el Concilio de Roma, donde se prohibió su nombre e hizo también que se destruyeran sus imágenes en las iglesias de Roma. Parece ser que lo que pretendía este papa era aclarar la enseñanza de la Iglesia sobre el tema de los ángeles y poner freno a una tendencia de hacia culto a los ángeles y a la obsesión por la intervención e idolatría angélica; borró el nombres de muchos ángeles ‘de la lista de los elegibles’ para su veneración en la Iglesia de Roma, entre ellos Uriel. Sólo los arcángeles mencionados en el canon católico reconocido de las escrituras, Miguel, Gabriel y Rafael, fueron considerados lícitos.

#### Iglesias ortodoxas
La Iglesia ortodoxa generalmente reconoce a los siete arcángeles: Miguel, Gabriel, Rafael, Uriel, Jegudiel, Sealtiel, y Barachiel. Pero a veces también agrega un octavo, Jeremiel, a este número. A diferencia de los católicos, su representación en la iconografía es distinta: se les representa con túnica y un globo transparente con una cruz.

#### Iglesia copta
En el caso de la Iglesia copta, además de reconocer a San Miguel, San Rafael y San Gabriel, esta Iglesia reconoce también a cuatro arcángeles más: San Uriel (hebr. אוּרִיאֵל Uriʾel ‘llama de Dios’ o ‘luz de Dios’), Zedekiel, Seratiel, y Ananiel. El ángel Uriel aparece mencionado en el Libro de Enoc, el cual es considerado un libro canónico para esta Iglesia. El resto de las iglesias lo consideran un libro apócrifo.

#### Iglesia anglicana

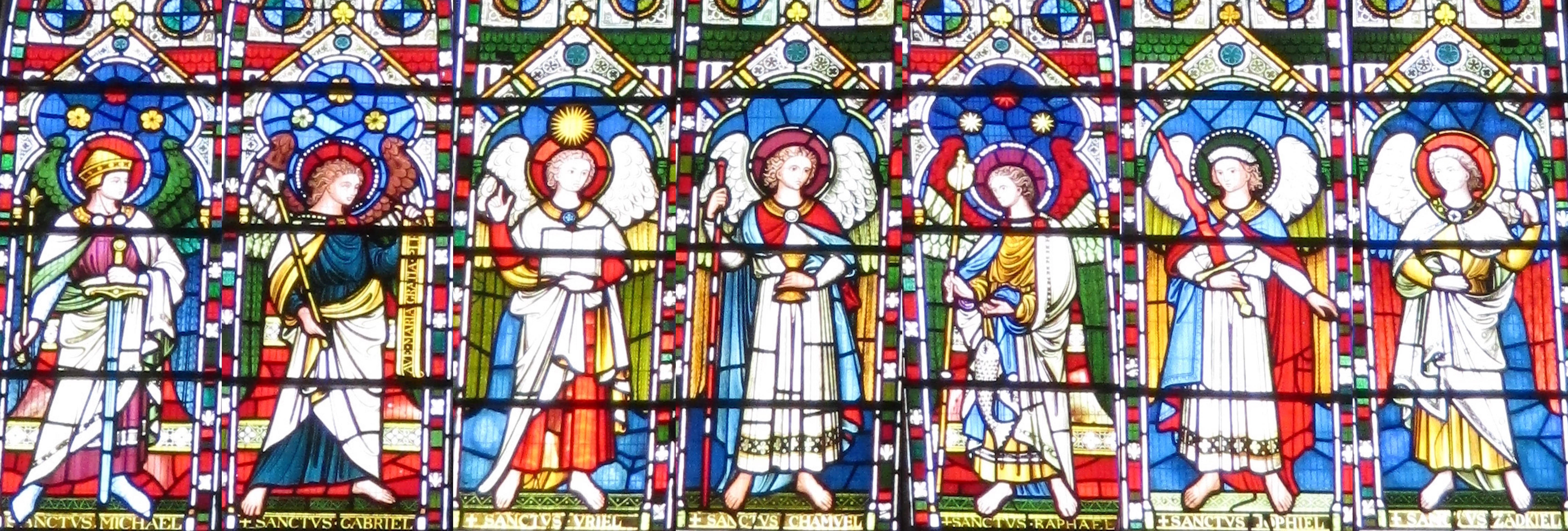
Los siete arcángeles representados en una vidriera de la Iglesia de San Miguel y Todos los Ángeles en Brighton. De izquierda a derecha: Miguel, Gabriel, Uriel, Chamuel, Rafael, Jofiel, y Zadkiel.

La Iglesia anglicana generalmente reconoce a los cuatro arcángeles: Miguel, Gabriel, Rafael, y Uriel, pero a veces se encuentra una representación de siete arcángeles en una vidriera. En este caso, además de los ya mencionados, también representan a Chamuel, Jofiel, y Zadkiel.

#### Iglesias protestantes
Para gran parte de los protestantes, un arcángel es un ángel principal de un grupo de ángeles; opera como mediador entre Dios y los seres humanos, a menudo como intérprete del mensaje de Dios. Los protestantes solo reconocen tres Arcángeles, Miguel, Gabriel y Rafael, Lucifer era un querubín que se convierte en Satanás después de su caída y pierde su rango de querubín pero mantiene su autoridad sobre el grupo de Ángeles que estaban bajo su mando en el cielo, se les conoce como ángeles caídos. Muchas veces los arcángeles aparecen en grupos de números específicos.

#### Adventistas del Séptimo Día
Los Adventistas del Séptimo Día creen que el Arcángel Miguel es otro nombre que tiene Jesucristo; se lo conocía con este nombre antes de la fundación del mundo, el mismo Jesús, solo que así como se hizo uno con los hombres para redimirlos, así también se podía hacer el Arcángel para dirigir a los ángeles.
El Arcángel Miguel es el Jefe de la hueste angélica; Josué se encontró en presencia del Arcángel Miguel y este, siendo Dios además, recibió la adoración por parte de Josué, (Josué 5:13,14) al contrario de los ángeles y criaturas que no reciben por ningún motivo adoración (véase Apoc. 19:10).
Josué llama Señor al ser que adoró. En contraste, Juan, al tratar de hacer lo mismo, el ángel le llama la atención para que no lo haga y le añade “yo soy consiervo tuyo...” (Ap. 19:10).

#### La Iglesia de Jesucristo de los Santos de los Últimos Días
En La Iglesia de Jesucristo de los Santos de los Últimos Días se reconoce como “arcángel” o “ángel mayor” a Miguel. A su vez, los nombres Adán, Miguel y anciano de días, se le atribuyen a la misma persona. Se considera a Miguel o Adán como padre y patriarca de la raza humana en la tierra.
Cabe destacar que según la doctrina de La Iglesia De Jesucristo De Los Santos De Los Últimos Días: todos los hombres han vivido una preexistencia, en donde vivían con Dios (su padre) como seres espirituales (con forma humana, pero perfecta) por lo que un hombre antes de nacer en la tierra es un espíritu.

### Islam
Para los musulmanes, los arcángeles no solo son jefes de los ángeles, sino que son los jefes de los “departamentos” o misiones especiales que Dios les ha encomendado. Además de a Miguel, Gabriel y Rafael, consideran a otros siete, por lo que en el islam son diez y no siete arcángeles. Ven como al más importante a Gabriel, no a Miguel.
- Mikhail o Mikhal (en árabe: ميخائيل): arcángel encargado de las bendiciones.
- Izrail o Azrael (en árabe: عزرائيل): arcángel de la muerte.
- Israfil (en árabe: اسرافيل): encargado de anunciar el día del Juicio Final
- Yibril (en árabe: جبريل)
- Munqar (en árabe:منكر): arcángel encargado del juicio de las almas.
- Naqir (en árabe: نكير): arcángel encargado del juicio de las almas.
- Raaqib
- 'Atid
- Maalik (en árabe: مالك): guardián del Infierno y
- Ridhwan (en árabe: رضوان): guardián del Paraíso.